# Đức Hóa, Tuyền Châu
Đức Hóa (tiếng Trung: 德化, Hán Việt: Đức Hóa) là một huyện của thành phố Tuyền Châu (泉州), tỉnh Phúc Kiến, Cộng hòa Nhân dân Trung Hoa.
Huyện này có diện tích 2.220 km², dân số 300.000 người, mã số bưu chính 362500. Huyện lỵ Đức Hóa đóng tại trấn Tầm Trung.

## Phân chia hành chính
Huyện Đức Hóa được chia thành 10 trấn, 8 hương.
- Trấn: Tầm Trung, Long Tầm, Tam Ban, Long Môn Than, Lôi Phong, Nam Trình, Thủy Khẩu, Xích Thủy, Thượng Dũng, Cát Khanh.
- Hương: Dương Mai, Thang Đầu, Quế Dương, Cái Đức, Quốc Bảo, Mĩ Hồ, Đại Minh, Xuân Mĩ.

## Lịch sử

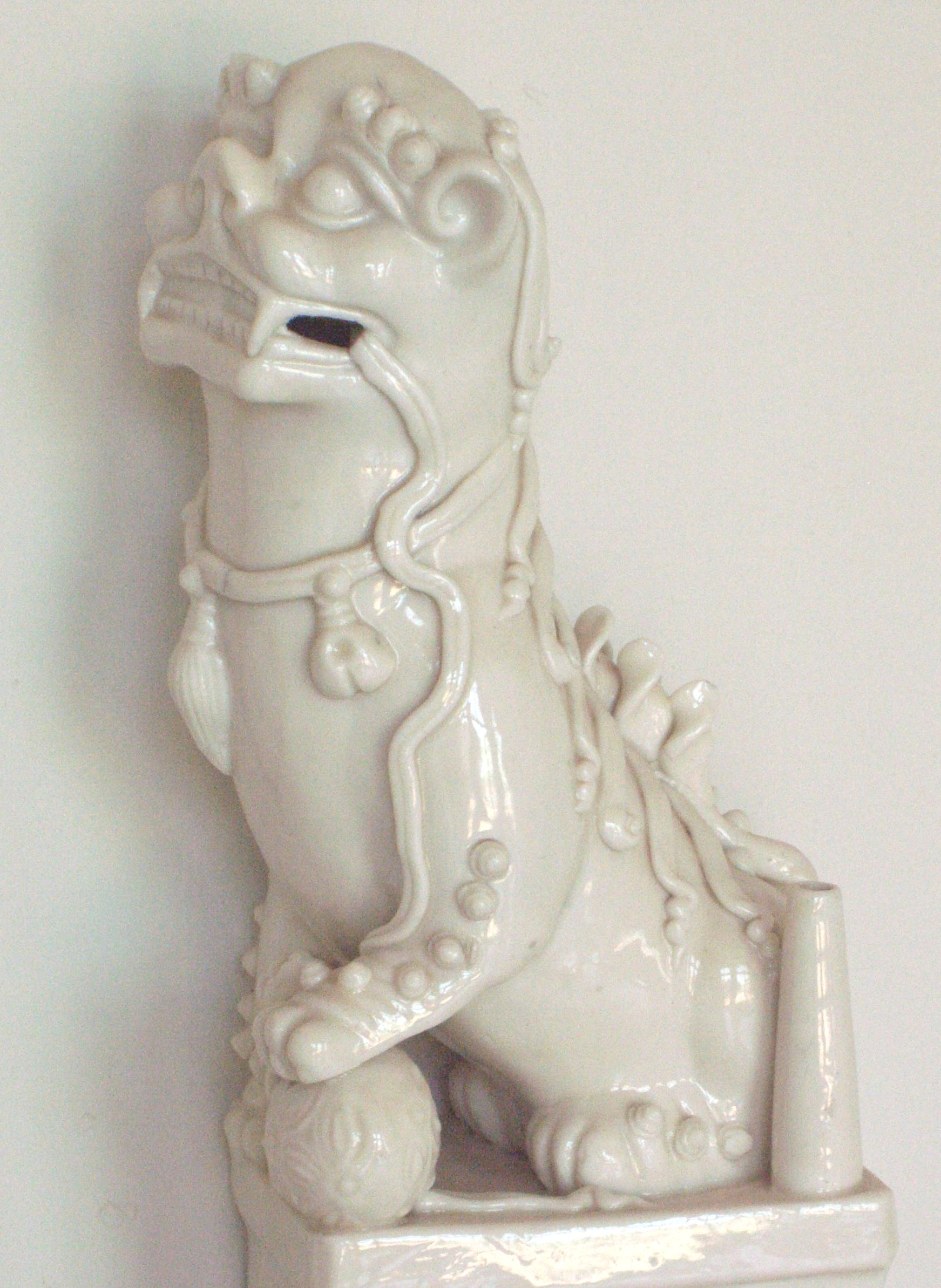
Tượng kỳ lân làm từ sứ Đức Hóa, nhà Minh (1368-1644).

Năm Quang Khải thứ hai (886) thời Đường Hy Tông, Vương Triều chiếm Tuyền Châu. Sau này em trai ông là Vương Thẩm Tri sáng lập nước Mân. Năm Long Khải thứ nhất (933), nước Mân lấy trường Quy Đức ở huyện Vĩnh Thái lập ra huyện Đức Hóa. Thời Tống thuộc Tuyền Châu. Thời Nguyên thuộc lộ Tuyền Châu của hành tỉnh Phúc Kiến. Thời Minh thuộc phủ Tuyền Châu tỉnh Phúc Kiến. Thời Ung Chính nhà Thanh đổi cho thuộc về châu trực lệ Vĩnh Xuân. Từ tháng 10 năm 1950 thuộc Tuyền Châu.
Thời cổ, đây là một trong ba kinh đô gốm sứ của Trung Quốc. Đức Hóa có nhiều cao lanh và nổi tiếng vì những sản phẩm gốm sứ của mình, đặc biệt là các loại đồ thủ công và bát đĩa, bao gồm chân nến, lợn đất, khung ảnh, hộp đồ trang sức, bình, chai, lọ, vò, hũ, bảng, biển, đồ trang trí trong vườn, các loại tượng to nhỏ, hình chim thú v.v...
Các lò gốm tại Đức Hóa cũng cố gắng tái tạo đồ gốm Kiến.